# Burt Glinn
Burton Samuel Glinn (Pittsburgh, 23 de juliol de 1925 - Southampton, 9 d'abril de 2008) va ser un fotògraf professional estatunidenc que va treballar amb l'Agència Magnum. Va cobrir l'entrada del líder revolucionari Fidel Castro a l'Havana, i va fotografiar artistes com Andy Warhol i Helen Frankenthaler. La fotografia de Glinn tracta temes com l'escenari social dels rics, la perversió de la política o el col·lectiu Seattle Tubing Society.

## Biografia
Glinn va estudiar Literatura a la Universitat Harvard, on va editar i fotografiar per al diari universitari Harvard Crimson. Va servir a l'Exèrcit dels Estats Units d'Amèrica i va treballar a la revista Life de 1949 a 1950. Glinn va esdevenir membre associat de Magnum Photos el 1951, juntament amb Eve Arnold i Dennis Stock, i es va convertir en membre de ple dret el 1954. Va ser president de l'Agència Magnum del 1972 al 1975, i reelegit per al càrrec el 1987. També va exercir de president de l'American Society of Media Photographers.
Es va fer famós per les seves imatges en color de la Polinèsia, Japó, Rússia, Mèxic i Califòrnia. Va cobrir la Crisi de Suez el 1956 i la invasió marítima dels Estats Units al Líban el 1958. En una festa de Cap d'Any, el 1958, es va assabentar que el moviment revolucionari havia vençut a Cuba. L'endemà estava cobrint la Revolució Cubana «ja que tothom podia tenir una arma a les mans», va afirmar. També va completar un projecte d'assaig fotogràfic sobre ciència mèdica. Les seves imatges s'han publicat a revistes com Esquire, Fortune o Paris Match, entre d'altres.
Quan se li va preguntar en una entrevista amb quines de les seves imatges s'identificava més, Glinn va respondre que amb imatge que mostra la part posterior del cap de Nikita Khrushchev davant del Lincoln Memorial:
| « | Vaig arribar tard i no podia arribar a on hi havia la resta de persones, davant de Khrusxov, així que vaig pujar corrent les escales i em vaig situar darrere. Vaig mirar cap amunt i allà estava. Vaig fer dues fotografies i després es va desintegrar. Si hagués arribat a temps hauria aconseguit una imatge molt ordinària de Khrushchev i Henry Cabot Lodge observant l'estàtua de Lincoln però es no podria veure l'estàtua. El més important que pot tenir un fotògraf com jo és la sort, ja se sap. | » |

## Obra publicada
- 1955: The Dark Eye in Africa (amb Laurens van der Post), William Morrow, US; Hogarth Press, UK
- 1967: A Portrait of All the Russias (amb Laurens van der Post), William Morrow, US; Hogarth Press, UK, ISBN 978-0-7012-0243-9
- 1968: A Portrait of Japan, (amb Laurens van der Post), William Morrow, US, ASIN B000OLIBFQ
- 2001/02: Havana: The Revolutionary Moment, Umbrage Editions, US/Dewi Lewis, UK, ISBN 978-1-884167-09-6